# Hisashi Imamura
Hisashi Imamura (japanisch 今村 央 Imamura Hisashi; * 1965 in der Präfektur Fukuoka) ist ein japanischer Ichthyologe.

## Leben
Imamura schrieb sich nach seinem Abschluss an der Jonan High School in Fukuoka im April 1984 an der Fakultät für Fischereiwissenschaft der Universität Hokkaidō ein, wo er im März 1990 zum Master graduierte. Von April 1990 bis März 1994 war er Lehrer an der Iai Girls’ Junior and Senior High School in Hakodate. Anschließend folgte ein Doktoratsstudium in Fischereiwissenschaften an der Universität Hokkaidō, wo er im März 1996 seinen Doktortitel erlangte. Von Oktober 1996 bis März 1999 war Forschungsstipendiat für Wissenschaft und Technik bei der Japan Science and Technology Corporation (heute Japan Science and Technology Agency). Im April 1999 wurde er Forschungsassistent am Hokkaido University Museum (Hokkaidō Daigaku Sōgō Hakubutsukan). Im April 2005 wurde er dort Assistant Professor und im Jahr 2007 außerordentlicher Professor. Im April 2009 wurde er außerordentlicher Professor und seit April 2016 ist er ordentlicher Professor an der Fakultät für Fischereiwissenschaft der Universität Hokkaidō. 2006 und 2012 war er Gastforscher am Australian Museum.
Imamura ist ein renommierter Spezialist auf dem Gebiet der Familie der Plattköpfe (Platycephalidae), einem Schwerpunkt seiner Forschungstätigkeit. Weitere Forschungsprojekte umfassen die Systematik der Drachenkopfartigen (Scorpaeniformes), die Systematik der Drachenfische (Trachinoidei) sowie die Ichthyofauna in den Gewässern Hokkaidōs.
2010 war er Co-Autor des Buches Deep Sea Fishes of Peru.

## Dedikationsnamen
Nach Imamura sind die Arten Lycenchelys imamurai Anderson, 2006, Hoplichthys imamurai Nagano, McGrouther & Yabe, 2013 und Parapercis imamurai Johnson & Worthington Wilmer, 2018 benannt.

## Erstbeschreibungen von Hisashi Imamura
- Ambiserrula Imamura, 1996
- Arnoglossus sayaensis Amaoka & Imamura, 1990
- Bembras adenensis Imamura & Knapp, 1997
- Bembras andamanensis Imamura, Psomadakis & Thein, 2018
- Bembras leslieknappi Imamura, Psomadakis & Thein, 2018
- Bembras longipinnis Imamura & Knapp, 1998
- Bembras macrolepis Imamura, 1998
- Bembras megacephala Imamura & Knapp, 1998
- Bilabria gigantea Anderson & Imamura, 2008
- Careproctus parvidiscus Imamura & Nobetsu, 2002
- Cociella martingomoni Imamura & Aungtonya, 2020
- Cocotropus izuensis Imamura, Aizawa & Shinohara, 2010
- Cocotropus keramaensis Imamura & Shinohara, 2003
- Cocotropus possi Imamura & Shinohara, 2008
- Cocotropus roseomaculatus Imamura & Shinohara, 2004
- Davidijordania yabei Anderson & Imamura, 2008
- Engyprosopon hensleyi Amaoka & Imamura, 1990
- Grammoplites knappi Imamura & Amaoka, 1994
- Hoplichthys mcgroutheri Nagano, Imamura & Yabe, 2014
- Inegocia ochiaii Imamura, 2010
- Lycenchelys tohokuensis Anderson & Imamura, 2002
- Monolene helenensis Amaoka & Imamura, 2000
- Neenchelys nudiceps Tashiro, Hibino & Imamura, 2015
- Onigocia bimaculata Knapp, Imamura & Sakashita, 2000
- Onigocia lacrimalis Imamura & Knapp, 2009
- Onigocia sibogae Imamura, 2011
- Paraheminodus kamoharai Kawai, Imamura & Nakaya, 2004
- Parapercis albiventer Ho, Heemstra & Imamura, 2014
- Parapercis pacifica Imamura & Yoshino, 2007
- Parapercis queenslandica Imamura & Yoshino, 2007
- Parapercis xanthogramma Imamura & Yoshino, 2007
- Perryenidae Honma, Imamura & Kawai, 2013
- Platycephalus australis Imamura, 2015
- Platycephalus orbitalis Imamura & Knapp, 2009
- Ratabulus fulviguttatus Imamura & Gomon, 2010
- Ratabulus ventralis Imamura & Gomon, 2010
- Rogadius mcgroutheri Imamura, 2007
- Ryukyupercis Imamura & Yoshino, 2007
- Sillago caudicula Kaga, Imamura & Nakaya, 2010
- Solitas Imamura, 1996
- Sunagocia Imamura, 2003
- Sunagocia sainsburyi Knapp & Imamura, 2004
- Thysanophrys papillaris Imamura & Knapp, 1999